# Liste von Persönlichkeiten der Stadt Staßfurt

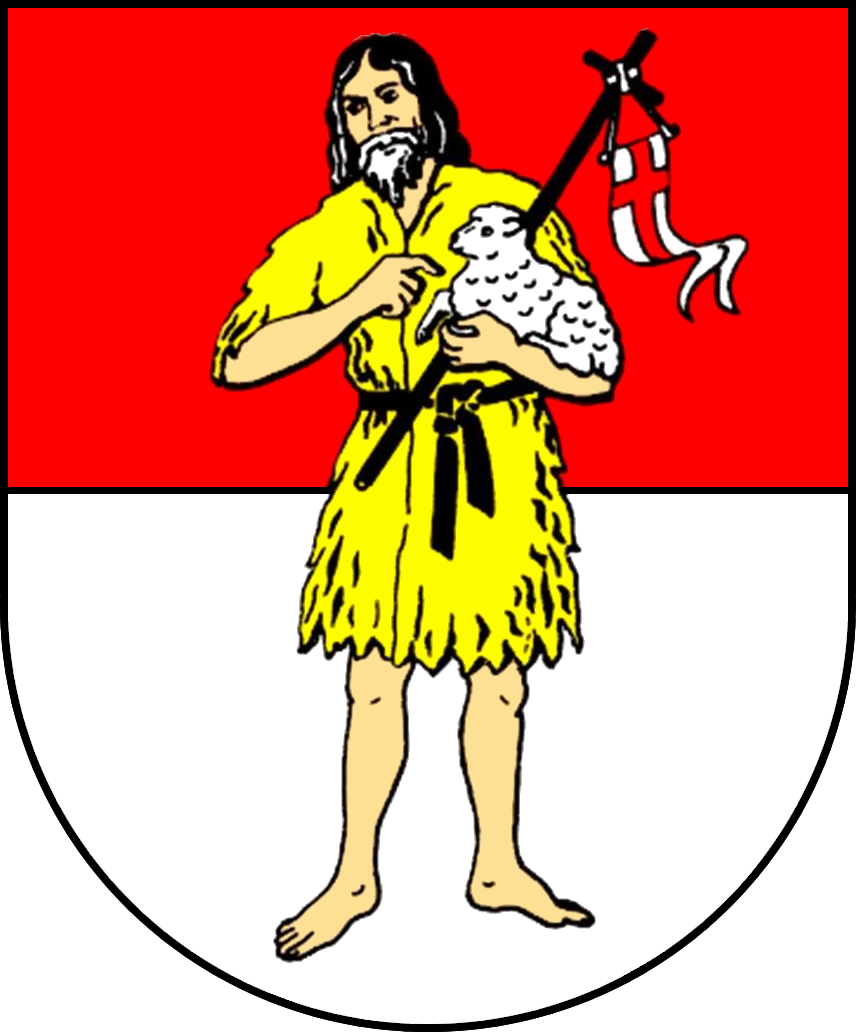
Wappen der Stadt Staßfurt

Die Liste von Persönlichkeiten der Stadt Staßfurt enthält Personen, die in der Geschichte der Stadt Staßfurt in Sachsen-Anhalt eine nachhaltige Rolle gespielt haben. Es handelt sich dabei um Persönlichkeiten, die Ehrenbürger von Staßfurt sind, hier geboren wurden oder gestorben sind und in Staßfurt gewirkt haben.
Für die Persönlichkeiten aus den nach Staßfurt eingemeindeten Ortschaften siehe auch die entsprechenden Ortsartikel.

## Ehrenbürger
- 1895 Otto von Bismarck, Reichskanzler
- 1922 von Leopoldshall Wilhelm Feit (1867–1956), Chemiker
- Walther Adam (1881–1964), Industrieller, Kunstsammler
- Eberhard Köllner (* 1939), Forschungskosmonaut der DDR[1]

## Söhne und Töchter der Stadt
- Wolf Christoph von Hackeborn (1661–1719), preußischer Generalleutnant und Kommandeur des Altpreußisches Kürassierregiment K 3 sowie Erbherr auf Bahrendorf
- Michael Adolf Siebenhaar (1691–1751), Maler und Zeichner
- Hans Christoph Friedrich Graf von Hacke (1699–1754), preußischer General
- Karl Friedrich Ferdinand Freiherr von Willisen (1788–1873), preußischer Generalleutnant
- Karl Wilhelm Freiherr von Willisen (1790–1879), preußischer General und Militärschriftsteller
- Friedrich Adolf Freiherr von Willisen (1798–1864), preußischer General und Diplomat
- Hermann Bennecke (1800–1874), Gutsbesitzer und Politiker
- Friedrich Georg Pieschel (1819–1886), Rittergutsbesitzer, Kommunalpolitiker und Parlamentarier, geboren in Brumby
- Friedrich Wilhelm Emil Bollmann (1825–1892), Maler und Grafiker, geboren in Altstaßfurt
- Karl Hahn (1846–1899), Jurist und Politiker
- Ernst Ehrhardt (1855–1944), Regierungsbaumeister, Bremer Dombaumeister
- Dedo Adolf Friedrich von Krosigk (1858–1932), Verwaltungs- und Hofbeamter und Rittergutsbesitzer, geboren in Rathmannsdorf
- Hermann Volrath Hilprecht (1859–1925), deutsch-amerikanischer Archäologe und Assyriologe, geboren in Hohenerxleben
- Alexander Malchow (1862–1943), Dachpappenfabrikant und Politiker
- Clara von Beringe (1863–1947), Malerin
- Ludwig Wullstein (1864–1930), Chirurg, geboren in Leopoldshall
- Victor Karl Theodor Michels (1866–1929), Germanist
- Paul Hakenholz (1872–nach 1942), Architekt und Schriftsteller
- Albert Frank (1872–1965), Chemiker und Unternehmer
- Paul F. Linke (1876–1955), Phänomenologe
- Rudolf Beyendorff (1876–1947), Jurist und Kommunalpolitiker
- Walther Borsche (1877–1950), Chemiker, geboren in Leopoldshall
- Wilhelm Steinkopf (1879–1949), Chemiker
- Paul Trautmann (1881–1929), Oberbürgermeister von Frankfurt (Oder) und Braunschweig
- Walther Adam (1881–1964), Industrieller, Kunstsammler, geboren in Leopoldshall
- Johann Ludwig (»Lutz«) Graf Schwerin von Krosigk (1887–1977), Jurist, Politiker (NSDAP), Finanzminister, geboren in Rathmannsdorf
- Hermann Otto Hampel (1888–1935), sozialdemokratischer Politiker, Gewerkschaftsführer und Widerstandskämpfer gegen den Nationalsozialismus
- Paul Illhardt (1888–1936), Kommunist und Widerstandskämpfer gegen den Nationalsozialismus
- Willi Wallstab (1888–1956), Politiker (KPD/SED), geboren in Leopoldshall
- Rudolf Lehmann (1891–1984), Historiker und Archivar
- Siegfried Hotzel (1894–1992), evangelischer Wehrmachtspfarrer, Gemeindepfarrer und Autor, geboren in Leopoldshall
- Gustav Rathje (1895–1947), Filmproduktionsleiter
- Herbert Kunze (1895–1975), Kunsthistoriker und Direktor des Angermuseums in Erfurt
- Heinrich Hußmann (1899–1982), Grafiker
- Ulrich Alexander Middeldorf (1901–1983), Kunsthistoriker
- Alfred Kettig (1903–1951), Politiker (KPD) und Widerstandskämpfer gegen das NS-Regime, Abgeordneter des Landtages des Freistaates Anhalt
- Friederike Pusch (1905–1980), Psychiaterin und Neurologin, die an Medizinverbrechen im Rahmen der Kinder-Euthanasie beteiligt war
- Friedrich Nitschke (1906–1944), Widerstandskämpfer gegen das NS-Regime
- Hilde Schrader (1910–1966), Schwimmerin
- Herbert Schnelle (1913–1995), deutscher SS-Angehöriger
- Olof Ahlers (1913–1996), Historiker und Archivar
- Gerhard Funke (1914–2006), Philosoph
- Harald Scheerer (1920–2011), Fernsehmoderator, emeritierter Professor für angewandte Rhetorik, Rhetorikseminarleiter und Buchautor
- Gustav Stein (1920–1998), Politiker (SPD)
- Ernst Laue (1922–2022), Autor und Hobby-Historiker, geboren in Leopoldshall
- Eberhard Binder (1924–1998), Buchillustrator
- Jochen Schröder (1927–2023), Schauspieler und Synchronsprecher
- Christian Winner (1927–2012), Phytomediziner und Pflanzenbauwissenschaftler
- Günther Noll (* 1927), Musikpädagoge und Hochschullehrer
- Curt Grützmacher (1928–2010), Kunstwissenschaftler
- Heinz Kruschel (1929–2011), Schriftsteller
- Ingo Richter (* 1936), Professor für Pädiatrische Onkologie und Hämatologie an der Universität Rostock, Mitbegründer der SPD in Mecklenburg-Vorpommern
- Eberhard Gock (1937–2016), Ingenieurwissenschaftler und Lehrstuhlinhaber am Institut für Aufbereitung, Deponietechnik und Geomechanik der TU Clausthal
- Eberhard Köllner (* 1939), Forschungskosmonaut der DDR
- Uwe Storch (1940–2017), Mathematiker, geboren in Leopoldshall
- Molly von Fürstenberg (* 1942), Filmproduzentin
- Dieter Ahlert (* 1944), Professor für Betriebswirtschaftslehre, insbesondere Distribution und Handel an der Westfälischen Wilhelms-Universität in Münster
- Rainer Popp (* 1946), Schriftsteller, Journalist und TV-Manager
- Raimund Sternal (* 1946), römisch-katholischer Geistlicher, von 2005 bis 2016 war er Generalvikar im Bistum Magdeburg
- Christoph Rodiek (* 1947), Romanist und Literaturwissenschaftler
- Regine Kahmann (* 1948), Mikrobiologin
- Klaus D. Leciejewski (* 1948), Publizist und Unternehmer
- Hans-Ulrich Kison (* 1950), Botaniker und Naturschützer
- Waltraud Dietsch, geb. Birnbaum (* 1950), Leichtathletin
- Wolfgang Domhardt, geb. Ernst (1951–2019), Politiker (SPD) und Mitglied im Landtag von Sachsen-Anhalt
- Bernd Warkus (1951–2020), Xylophonvirtuose und Entertainer
- Meinhard Stark (* 1955), Pädagoge, Publizist, Historiker
- Bettina Schmidt (1960–2019), Rennrodlerin
- Heike Brehmer (* 1962), Politikerin (CDU)
- Klaus-Rüdiger Mai (* 1963), Dramaturg, Regisseur und Schriftsteller
- Gabriele Palme (* 1964), Handballspielerin
- Olaf Stelmecke (* 1964), Lyriker sowie Lied- und Theatertexter
- Michael Kirchschlager (* 1966), Historiker, Autor und Verleger
- Steffi Schmidt (* 1968), Volleyballspielerin
- Jens Schöne (* 1970), Zeithistoriker und Autor
- Andreas Wecker (* 1970), Kunstturner und Olympiasieger
- Ines Härtel (* 1972), Rechtswissenschaftlerin und Richterin
- Sven Wagner (* 1974), Oberbürgermeister
- Steffen Amme (* 1977), Kommunalpolitiker (CDU)
- Cäthe (* 1982), Sängerin
- Matthias Büttner (* 1983), Politiker der Alternative für Deutschland; seit 2016 Mitglied des Landtags von Sachsen-Anhalt
- Yves Grafenhorst (* 1984), Handballspieler
- Mario Huhnstock (* 1986), Handballspieler und -trainer
- Sven Rosomkiewicz (* 1986), Politiker (CDU)
- Lisa Izquierdo (* 1994), Volleyballspielerin
- Florian Krüger (* 1999), Fußballspieler

## Persönlichkeiten, die mit der Stadt in Verbindung stehen
- Moritz Wilhelm von der Asseburg (1756–1811), Geheimer Kriegsrat und Bürgermeister von Staßfurt
- Adolph Frank (1834–1916), Chemiker, begann 1861 weltweit erstmals mit der Verarbeitung des Kalisalzes zu Düngemitteln
- Georg Krause (1849–1927), verbrachte im Labor des Kaliwerks sein chemisches Praktikum und schrieb die Dissertation Über das Vorkommen und die Verwendung des ‚Staßfurtits‘
- Günther von Krosigk (1860–1938), Admiral und Chef des Ostasiengeschwaders, verbrachte seinen Lebensabend und starb in Brumby
- Magdalene von Tiling (1877–1974), Oberlehrerin, Religionspädagogin, Vertreterin des konservativen Protestantismus der 1920er-Jahre
- Ernst Fulda (1885–1960), Bergbaubeamter
- Hermann Kasten (1885–1933), Politiker (SPD), war bis zu seiner Ermordung Bürgermeister von Staßfurt
- Rudolf Michaelis (1902–1945), NSDAP-Reichstagsabgeordneter, besaß ein Ingenieurbüro in Leopoldshall
- Bernd Wolf (* 1955), Politiker (CDU), Volkskammer- und Thüringer Landtagsabgeordneter; ging in Staßfurt zur Schule
- Daniel Rausch (* 1963), Politiker der Alternative für Deutschland, kurzzeitig Vizepräsident des Landtags von Sachsen-Anhalt
- Tobias Rausch (* 1990), Politiker der Alternative für Deutschland, seit 2016 Abgeordneter im Landtag von Sachsen-Anhalt